# 絶体絶命/Lamp
「絶体絶命／Lamp」（ぜったいぜつめい／ランプ）は、日本のロックバンド、Cö shu Nieのメジャー3作目のシングル。2019年3月13日にSony Music Associated Recordsより発売された。

## 概要
- Cö shu Nie初となる両A面シングル。
- CDは、期間生産限定盤（アニメ盤）と通常盤の2形態で発売。
- 2019年1月24日、「絶体絶命」のミュージック・ビデオを公開[4][5]。
- 3月13日（発売日）、「Lamp」（Short Edit）のミュージック・ビデオを公開[6]。
- 表題曲「絶体絶命」「Lamp」ともに、フジテレビ "ノイタミナ" 『約束のネバーランド』の第1期エンディングテーマ[7]
  - 「絶体絶命」（第1話〜第8話）[8]
  - 「Lamp」（第9話〜第11話）[8]
  - 元々「Lamp」の方が「絶体絶命」よりも先に出来上がっていたが、アニメのスタッフに聴いてもらったところ、2曲とも採用された[9]。
  - 1クールに2曲もタイアップされたことについて、業界内では「異例の事態」「前代未聞」とまで言われた[9]。
  - Cö shu Nieは、このシングルで自身初となるダブルタイアップを達成した。
  - 「絶体絶命」はアニメ第1話放送日の2019年1月11日に、「Lamp」は第9話放送日の3月8日に、それぞれ先行配信、アニメのノンクレジットビデオの公開がされた[10][11][12][13]。
  - このシングルの期間生産限定盤にはMVほか、アニメノンクレジットEDムービーが収録。

## 収録曲

### 通常盤
| 全作詞・作曲: 中村未来、全編曲: Cö shu Nie。 |                            |          |            |      |
| #                                            | タイトル                   | 作詞     | 作曲・編曲 | 時間 |
| 1.                                           | 「絶体絶命」               | 中村未来 | 中村未来   | 2:29 |
| 2.                                           | 「Lamp」                   | 中村未来 | 中村未来   | 2:54 |
| 3.                                           | 「絶体絶命」(Instrumental) | 中村未来 | 中村未来   | 2:30 |
| 4.                                           | 「Lamp」(Instrumental)     | 中村未来 | 中村未来   | 2:50 |
| 合計時間:                                    | 合計時間:                  | 10:43    |            |      |

### 期間生産限定盤
| 全作詞・作曲: 中村未来、全編曲: Cö shu Nie。 |                       |          |            |      |
| #                                            | タイトル              | 作詞     | 作曲・編曲 | 時間 |
| 1.                                           | 「絶体絶命」          | 中村未来 | 中村未来   | 2:29 |
| 2.                                           | 「Lamp」              | 中村未来 | 中村未来   | 2:54 |
| 3.                                           | 「絶体絶命」(TV edit) | 中村未来 | 中村未来   | 1:30 |
| 4.                                           | 「Lamp」(TV edit)     | 中村未来 | 中村未来   | 1:30 |
| 合計時間:                                    | 合計時間:             | 8:23     |            |      |

| #         | タイトル                                                  | 作詞 | 作曲・編曲 | 時間 |
| --------- | --------------------------------------------------------- | ---- | ---------- | ---- |
| 1.        | 「絶体絶命」(Music Video)                                 |      |            | 2:31 |
| 2.        | 「TVアニメ『約束のネバーランド』Non-credit Ending Movie」 |      |            | 3:00 |
| 合計時間: | 合計時間:                                                 | 5:31 |            |      |

## 特典
- CD＋DVD（絶体絶命 (Music Video) / アニメ「約束のネバーランド」ノンクレジットエンディングムービー収録の特典DVD付属）
- 描き下ろしアニメイラストジャケット（イラスト：中村章子）
- トールサイズデジパック

## 絶体絶命 (micoon remix)
『絶体絶命（micoon remix）』（ぜったいぜつめい〈ミクーン リミックス〉）は、日本のロックバンド、Cö shu Nieの通算9作目のシングル（配信限定では1作目）。2019年4月24日にSony Music Associated Recordsより発売された。

### 概要 (micoon remix)
- Cö shu Nie初となるデジタル・ダウンロードのみでの発売。
- 通算8thシングル「絶体絶命/Lamp」収録曲の中村未来によるリミックス。
- ジャケット写真は、前作「絶体絶命/Lamp」のジャケット写真の色を反転させたもの。

### 収録曲 (micoon remix)
1. 絶体絶命（micoon remix） [2:29]
  - 作詞・作曲・編曲：中村未来
  - 自身の楽曲『絶体絶命』のリミックス。